# 扬-奥克·荣松
扬-奥克·荣松（瑞典語：Jan-Åke Jonsson，1951年9月18日—），自2005年4月1日起就一直是薩博汽車的總裁。1951年9月18日在瑞典瓦尔德马什维克市镇出生，荣松從烏普薩拉大學獲得工商管理學士學位，並在1973年首次加入位於尼雪平的萨博·斯堪尼亚汽車部門，他在1990年成為萨博的維修與售後服務經理前，曾做過各式各樣的系統開發職位。
在他在2005年取代Peter Augustsson成為總裁前，荣松在薩博職掌各式高階管理職務，包括1991-1993年在萨博美国的兩年銷售和市場營銷副總裁。
在2010年，扬-奥克·荣松獲得瑞典工商協會頒發的年度傑出成就獎，表揚他歷經金融海嘯與全球不景氣之後，成功帶領萨博走出重整與併購低潮，以卓越領導能力與高抗壓，耐心周旋在債權人、車主、與員工傍徨間，終於協助Saab 開啟新時代。瑞典工商協會盛讚他為該國經濟楷模。
扬-奥克·荣松在2011年5月19日辭去他總裁的職務並退休，世爵汽车的CEO维克托·穆勒接任這個職務。
2012年瑞典税务局曾对他及另外两人进行调查，原因是涉嫌税务违法。荣松本人否认所有指控。2017年他被宣布无罪。